# Comté d'Ellis (Texas)
Pour les articles homonymes, voir Comté d'Ellis et Ellis.
Le comté d'Ellis, en anglais : Ellis County, est un comté situé dans le nord-est de l'État du Texas aux États-Unis. Fondé le 20 décembre 1849, son siège de comté est la ville de Waxahachie. Selon le recensement des États-Unis de 2020, sa population est de 192 455 habitants. Le comté a une superficie de 2 465 km2, dont 2 434 km2 en surfaces terrestres. Il est nommé en l'honneur de Richard Ellis (en), le président de la convention qui a produit la déclaration d'indépendance de la république du Texas.

## Comtés adjacents
| Comté de Tarrant | Comté de Dallas | Comté de Kaufman   |
| Comté de Johnson | comté d'Ellis   | Comté de Henderson |
| Comté de Hill    |                 | Comté de Navarro   |

## Démographie
Lors du recensement de 2010, le comté comptait une population de 149 610 habitants. Elle est estimée, en 2017, à 173 620 habitants.

Pyramide des âges du comté d'Ellis (2000).